# Indicateur Li Keqiang
L'indicateur Li Keqiang (chinois : 克强指数) est un indicateur de développement économique créé par le journal The Economist pour mesurer l'économie chinoise en utilisant trois indices, mentionné comme étant un indicateur économique préféré par Li Keqiang, ancien Premier ministre de la république populaire de Chine, par rapport aux chiffres officiels du PIB.
D'après une note du département d'État des États-Unis (divulguée WikiLeaks), Li Keqiang (à ce moment Secrétaire du Comité du Parti Communiste du Liaoning) aurait informé un ambassadeur américain que les chiffres du PIB du Liaoning n'étaient pas fiables, et que lui-même préférait utiliser trois autres indices: le volume du fret ferroviaire , la consommation électrique ainsi que les emprunts concédés par les banques,.
"L'indicateur Li Keqiang" utilisé par Haitong Securities, publié en 2013, suggère un ralentissement de la croissance économique chinoise depuis le début de l'année 2013.